# Cantone di Cébazat
Il Cantone di Cébazat è una divisione amministrativa dell'Arrondissement di Clermont-Ferrand.
È stato costituito a seguito della riforma approvata con decreto del 21 febbraio 2014, che ha avuto attuazione dopo le elezioni dipartimentali del 2015.

## Composizione
Comprende i seguenti 5 comuni:
- Blanzat
- Cébazat
- Durtol
- Nohanent
- Sayat